# Station Castlerock
Station Castlerock  is een spoorwegstation in Castlerock een plaatsje aan de noordkust in het  Noord-Ierse graafschap Derry. Het station ligt aan de lijn Belfast - Derry. Volgens de dienstregeling 2015 rijdt op werkdagen iedere twee uur een trein in beide richtingen.